# Lijst van afleveringen van Spijkerhoek
Dit is een lijst van afleveringen van de televisieserie Spijkerhoek.

## Seizoenen
| Seizoen | Afleveringen | Liep van ... tot ...              | Verschijningsdatum dvd |
| ------- | ------------ | --------------------------------- | --- |
| 1       | 13           | 4 januari 1989 - 29 maart 1989    | 8 februari 2006 |
| 2       | 13           | 20 februari 1990 – 15 mei 1990    | 1 mei 2006 |
| 3       | 26           | 1 oktober 1990 – 24 december 1990 | 4 november 2006 (eerste 13 afleveringen, uitgebracht als seizoen 3), 2007 (tweede 13 afleveringen, uitgebracht als seizoen 4) |
| 4       | 13           | 1991                              | 2007 (uitgebracht als seizoen 5)                                                                                              |
| 5       | 13           | 1992 - 11 januari 1993            | 9 oktober 2007 (uitgebracht als seizoen 6)                                                                                    |

## Afleveringen per seizoen

### Seizoen 1 (Veronica, 1989)
| Nr. | Aflevering | Titel                  | Uitzenddatum NL  |
| --- | ---------- | ---------------------- | ---------------- |
| 1   | 1          | Het Plein              | 4 januari 1989   |
| 2   | 2          | De Geldschieter        | 11 januari 1989  |
| 3   | 3          | Nieuwe kansen          | 18 januari 1989  |
| 4   | 4          | Alles heeft z'n prijs  | 25 januari 1989  |
| 5   | 5          | Tegenmaatregelen       | 1 februari 1989  |
| 6   | 6          | De spin in zijn web    | 8 februari 1989  |
| 7   | 7          | Het tij keert          | 15 februari 1989 |
| 8   | 8          | Begin van het spel     | 22 februari 1989 |
| 9   | 9          | Naderend onheil        | 1 maart 1989     |
| 10  | 10         | In de val              | 8 maart 1989     |
| 11  | 11         | Donkere wolken         | 15 maart 1989    |
| 12  | 12         | Dromen of nachtmerries | 22 maart 1989    |
| 13  | 13         | De ontmaskering        | 29 maart 1989    |

### Buiten Reeks
| Nr. | Aflevering | Titel               | Uitzenddatum NL  |
| --- | ---------- | ------------------- | ---------------- |
| X   | X          | Terugblik seizoen 1 | 20 februari 1990 |

### Seizoen 2 (RTL Veronique, 1990)
| Nr. | Aflevering | Titel                    | Uitzenddatum NL  |
| --- | ---------- | ------------------------ | ---------------- |
| 14  | 1          | Het verraad              | 20 februari 1990 |
| 15  | 2          | De scheiding             | 27 februari 1990 |
| 16  | 3          | Het kind van de rekening | 6 maart 1990     |
| 17  | 4          | De confrontatie          | 13 maart 1990    |
| 18  | 5          | Nieuwe vrienden          | 20 maart 1990    |
| 19  | 6          | Italiaans bezoek         | 27 maart 1990    |
| 20  | 7          | Een nieuwe begin         | 3 april 1990     |
| 21  | 8          | Ontwikkelingen           | 10 april 1990    |
| 22  | 9          | Het aanzoek              | 17 april 1990    |
| 23  | 10         | Goede voornemens         | 24 april 1990    |
| 24  | 11         | De geboorte              | 1 mei 1990       |
| 25  | 12         | Inzicht                  | 8 mei 1990       |
| 26  | 13         | Het verleden             | 15 mei 1990      |

### Seizoen 3 (RTL 4, 1990-1991)
| Nr. | Aflevering | Titel                  | Uitzenddatum NL  |
| --- | ---------- | ---------------------- | ---------------- |
| 27  | 1          | De thuiskomst          | 1 oktober 1990   |
| 28  | 2          | Vermist                | 8 oktober 1990   |
| 29  | 3          | Taxi naar Amsterdam    | 15 oktober 1990  |
| 30  | 4          | Geen weg terug         | 22 oktober 1990  |
| 31  | 5          | Spijt komt te laat     | 29 oktober 1990  |
| 32  | 6          | Anke's keuze           | 5 november 1990  |
| 33  | 7          | Bloedgeld              | 12 november 1990 |
| 34  | 8          | Speurwerk              | 19 november 1990 |
| 35  | 9          | Onvergetelijke tijden  | 26 november 1990 |
| 36  | 10         | De wending             | 3 december 1990  |
| 37  | 11         | De erfenis             | 10 december 1990 |
| 38  | 12         | De kidnapping          | 17 december 1990 |
| 39  | 13         | Moeilijke beslissingen | 24 december 1990 |
| 40  | 14         | Veranderingen          | 7 januari 1991   |
| 41  | 15         | Doktersrecept          | 14 januari 1991  |
| 42  | 16         | Verhuizen              | 21 januari 1991  |
| 43  | 17         | Winkelen               | 28 januari 1991  |
| 44  | 18         | Noem me Patty          | 4 februari 1991  |
| 45  | 19         | Vaderfiguur            | 11 februari 1991 |
| 46  | 20         | De winnaar             | 18 februari 1991 |
| 47  | 21         | De eerste zet          | 25 februari 1991 |
| 48  | 22         | Zoete wraak            | 4 maart 1991     |
| 49  | 23         | Een moeilijke weg      | 11 maart 1991    |
| 50  | 24         | Nu of nooit            | 18 maart 1991    |
| 51  | 25         | Schuld en aflossing    | 25 maart 1991    |
| 52  | 26         | Begin en einde         | 1 april 1991     |

### Seizoen 4 (RTL 4, 1991-1992)
| Nr. | Aflevering | Titel             | Uitzenddatum NL  |
| --- | ---------- | ----------------- | ---------------- |
| 53  | 1          | Op Leven en Dood  | 18 november 1991 |
| 54  | 2          | De Vergelding     | 25 november 1991 |
| 55  | 3          | Stilzwijgen       | 2 december 1991  |
| 56  | 4          | Grof Vuil         | 9 december 1991  |
| 57  | 5          | Familie Druk      | 16 december 1991 |
| 58  | 6          | Een Afscheid      | 23 december 1991 |
| 59  | 7          | Over de Kop       | 6 januari 1992   |
| 60  | 8          | Riskante Zaken    | 13 januari 1992  |
| 61  | 9          | De Waakhond       | 20 januari 1992  |
| 62  | 10         | Goud en Diamanten | 27 januari 1992  |
| 63  | 11         | Slecht Gezelschap | 3 februari 1992  |
| 64  | 12         | Uitverkoop        | 10 februari 1992 |
| 65  | 13         | Schot in de Nacht | 17 februari 1992 |

### Seizoen 5 (RTL 4, 1992-1993)
| Nr. | Aflevering | Titel                  | Uitzenddatum NL  |
| --- | ---------- | ---------------------- | ---------------- |
| 66  | 1          | Vendetta leven en dood | 19 oktober 1992  |
| 67  | 2          | Opsporing              | 26 oktober 1992  |
| 68  | 3          | De Hinderlaag          | 2 november 1992  |
| 69  | 4          | Een Gunstige Positie   | 9 november 1992  |
| 70  | 5          | Nieuwe Buren           | 16 november 1992 |
| 71  | 6          | Stroomloos             | 23 november 1992 |
| 72  | 7          | Onrust                 | 30 november 1992 |
| 73  | 8          | Een Feestje            | 7 december 1992  |
| 74  | 9          | Ochtendziekte          | 14 december 1992 |
| 75  | 10         | Ten Einde Raad         | 21 december 1992 |
| 76  | 11         | De Wanhoop             | 28 december 1992 |
| 77  | 12         | De Ontruiming          | 4 januari 1993   |
| 78  | 13         | De Wraak               | 11 januari 1993  |